# Micaela Sotelo Berrocal
Micaela Emperatriz Sotelo Berrocal es una enfermera y política peruana. Fue alcaldesa del Distrito de Querco entre 1999 y 2006, fue regidora Provincial de Huaytará y actualmente es Consejera regional de Huancavelica.
Nació en Huancayo, Perú, el 2 de diciembre de 1965, hija de Paulino Sotelo Quispe y Genoveva Berrocal Cáceres. Cursó sus estudios primarios y secundarios en la ciudad de Ica. Entre 1983 y 1985 cursó estudios técnicos de enfermería en el Instituto Superior Tecnológico Daniel Alcides Carrión de la ciudad de Lima.
Su primera participación política fue en las elecciones municipales de 1998 en las que fue candidata a alcaldesa del Distrito de Querco por el fujimorista Movimiento Independiente Vamos Vecino resultando elegida. Fue reelegida en las elecciones municipales del 2002 a las que postuló por el partido Acción Popular,realizando así una de las mejores gestiones en el Distrito de Querco. En las elecciones municipales del 2006 fue candidata por el mismo partido a una regiduría en la provincia de Huaytará resultando elegida. Tentó su elección como alcaldesa provincial de Huaytará en las elecciones del 2010 y del 2014 sin éxito. Participó en las elecciones regionales de Huancavelica de 2018 como candidato a consejero regional por el Movimiento Regional Ayni obteniendo la representación.